# ميزوكي نوغوشي
ميزوكي نوغوشي (باليابانية: 野口みずき) (و. 1978  م) هي منافسة ألعاب القوى، وعداءة مراثونية، وعداءة المسافات الطويلة يابانية، ولدت في إيسه، شاركت في الألعاب الأولمبية الصيفية 2004.
.

## روابط خارجية
- ميزوكي نوغوشي على موقع الاتحاد الدولي لألعاب القوى (الإنجليزية)
- ميزوكي نوغوشي على موقع اللجنة الأولمبية الدولية (الإنجليزية)
- ميزوكي نوغوشي على موقع أوليمبيديا (الإنجليزية)